# 克里斯蒂娜·圭密
克里斯蒂娜·維多莉亞·圭密（英語：Christina Victoria Grimmie，1994年3月12日—2016年6月10日）是一位美國創作型女歌手，在YouTube上發布翻唱影片出道成名。2011年發行首張個人迷你專輯《Find Me》，之後2013年發行了首張錄音室專輯《With Love》。2014年，克里斯蒂娜参加《美國好聲音》第六季獲得第三名。之後也與小島唱片簽約，但很快就終止了合约。2016年，圭密又發行了第二張迷你專輯《Side A》。
2016年6月10日，圭密在美國佛羅里達州奥蘭多舉辦小型簽唱會後，遭遇粉絲凱文·詹姆斯·萊布爾（Kevin James Loibl）槍殺，槍手之后在現場自盡。克里斯蒂娜中槍后送醫不治，當晚23:00（UTC-4）之前宣告身亡。

## 早年生活
克里斯蒂娜·圭密于1994年3月12日出生，父亲阿尔伯特·圭密（Albert Grimmie）是威訊通信的员工，母亲蒂娜·圭密（Tina Grimmie）是一位接待员，后因诊断出乳腺癌而辞去工作。圭密家中有意大利和罗马尼亚血统。她在新泽西州马尔顿长大，小学和中学都是在这里就读。2010年，圭密在家中接受教育完成了11年级的课程。圭密是一位基督教徒。
圭密5岁时开始唱歌；6岁时，她的钢琴天赋被父亲发现；10岁时，她开始学习弹钢琴。圭密称自己虽然接受了钢琴课程的训练，但还是不善识谱，只能靠乐感和记忆演奏。

## 事业

### 2009－2010：在YouTube上成名
2009年，15岁的圭密在好友的建议下，以zeldaxlove64的用户名开始在YouTube上发布影片。她的首部是自己翻唱的歌曲《Don't Wanna Be Torn》。同年8月，在发布了自己翻唱的麥莉·希拉歌曲《Party in the U.S.A.》后，圭密开始逐渐获得公众的认可。2010年，圭密与另一位YouTube翻唱歌手山姆·徐共同演绎了耐利的歌曲《Just a Dream》，影片在两人的频道上观看总量超过了2亿。截至2021年6月，圭密的YouTube频道订阅人数将近400万，频道上影片的总观看量超过6.34亿。圭密在YouTube上名气与日俱增，逐渐成为YouTube上最热门的歌手之一。最终，她的影片被赛琳娜·戈麦斯的母亲曼迪·蒂菲（Mandy Teefey）发现。曼迪和自己的丈夫布莱恩·蒂菲（Brian Teefey）两人很快成为了圭密的经纪人。2010年，圭密首次登上了美国《公告牌》杂志的社交媒体50强艺人榜（Billboard Social 50），排名第15位。

### 2011：《Find Me》

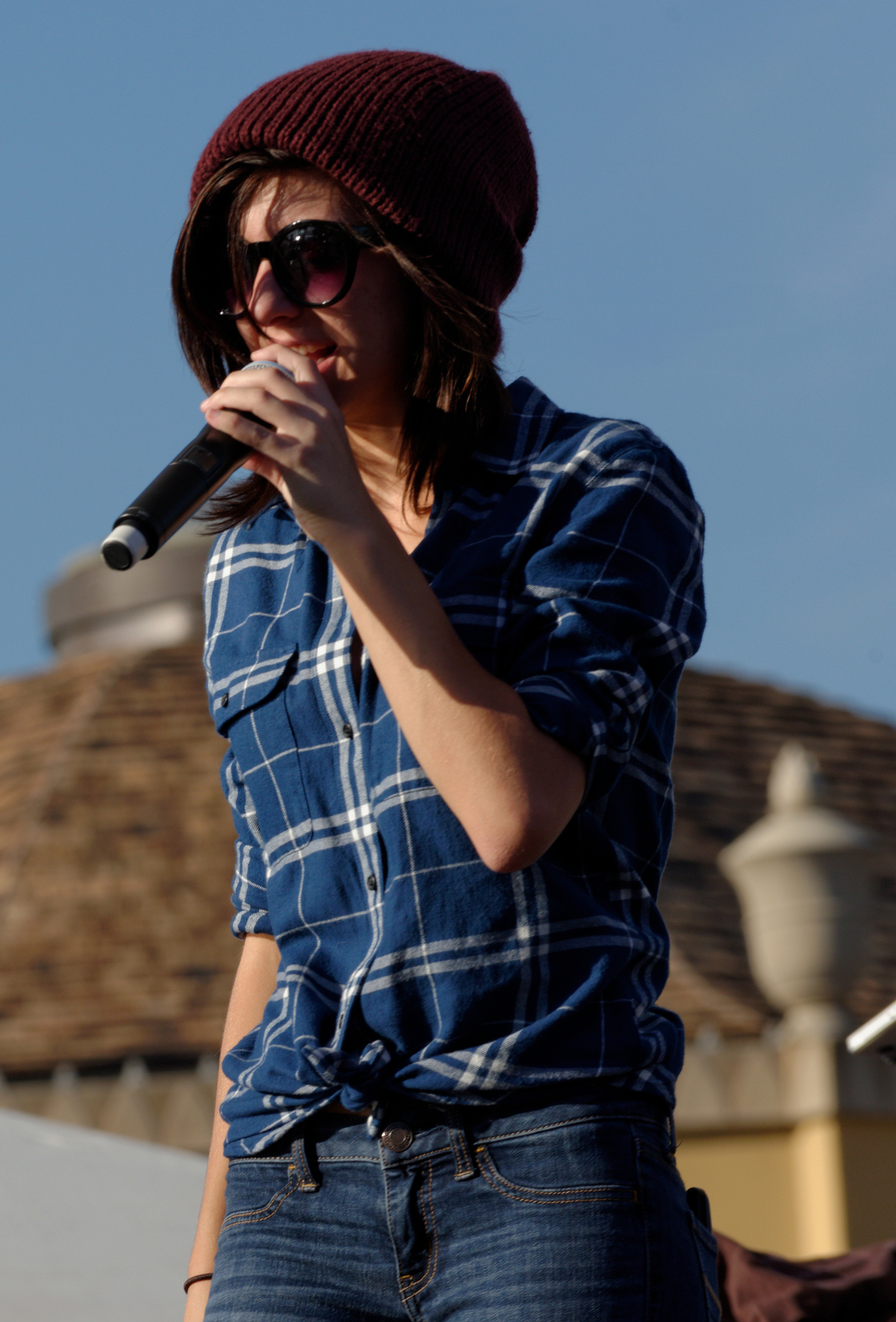
2014年，圭密在美國洛杉矶的活动中表演

圭密曾在联合国儿童基金会的慈善演出中表演。2011年，她还曾为赛琳娜·戈麦斯的乐队魔法少女席琳娜担任演唱会现场和声和开场演出。同年，圭密还参加了由DigiTour Media为YouTube艺人举办的首届DigiTour活动。
2011年6月14日，圭密發行了首张迷你专辑《Find Me》，首支单曲《Advice》则于11日在迪士尼电台发行。单曲的音乐录影带由肖恩·巴巴斯导演，于7月19日在圭密的YouTube频道发布。同年，圭密和同为YouTube歌手的泰勒·沃德共同登上了10月10日播出的《艾伦秀》，两人在节目中翻唱了小韦恩的歌曲《How to Love》。11月20日，圭密在2011年全美音乐奖暖场表演中登场，和泰欧·克鲁斯合唱了他的歌曲《Higher》；她还在颁奖典礼的“可口可乐红毯秀”（Coca-Cola Red Carpet Show）上和魔法少女席琳娜乐队合唱了自己的歌曲《Not Fragile》。圭密在这一年中还登上了迪士尼频道的节目《So Random!》，表演了她的单曲《Advice》。

### 2012－2013：《With Love》
2012年1月，圭密与创新艺人经纪公司签约，并开始与一支同样来自新泽西州的新乐队“Rising Tide”展开合作。2013年，圭密还为赛琳娜·戈麦斯的星跳巡回演唱会担任北美各站的开场嘉宾。
圭密的首张录音室专辑《With Love》于2013年8月6日正式发行。专辑中首支单曲《Tell My Mama》的音乐录影带于10月3日在《公告牌》杂志网站上独家首播。圭密自己称这部音乐录影带是讲述自己“在学校时喜欢的......那种有点危险的男孩”，而自己“会把所有事情都和妈妈讲”。

### 2014：参加《美国之声》，签约主流唱片公司
2014年2月，圭密在Facebook上宣布自己参加了全国广播公司歌唱真人秀节目《美国之声》第六季的试镜。在比赛的盲眼海选环节中，圭密演唱了麦莉·赛勒斯的歌曲《Wrecking Ball》，亚当·列维、布雷克·谢尔顿、夏奇拉和亚瑟小子四位导师全部为她转身。她最终选择加入亚当·列维的队伍。在比赛中，圭密演唱的歌曲四次进入iTunes Store实时热度榜前十位，按照节目规则在该轮比赛中获得了额外的票数。此外，她演唱的歌曲中有四首进入了公告牌百强单曲榜。圭密最终进入总决赛，获得当季的第三名。
  – 金色底色显示歌曲的录音室版本在iTunes Store实时热度榜上进入前十名，按照节目规则在该轮比赛中获得额外票数
| 赛程           | 演唱歌曲                                         | 原唱                     | 比赛播出日期  | 结果                          |
| -------------- | ------------------------------------------------ | ------------------------ | ------------- | ----------------------------- |
| 盲眼海选       | Wrecking Ball                                    | 麥莉·希拉                | 2014年2月24日 | 四位导师全部转身 加入亚当队   |
| 擂台赛第一轮   | I Knew You Were Trouble（對陣Joshua Howard）     | 泰勒·斯威夫特            | 2014年3月25日 | 导师选择晋级                  |
| 擂台赛第二轮   | Counting Stars（對陣Sam Behymer）                | 共和世代                 | 2014年3月31日 | 导师选择晋级                  |
| 淘汰赛         | I Won't Give Up                                  | 杰森·玛耶兹              | 2014年4月14日 | 导师选择晋级                  |
| 12强直播赛     | Dark Horse                                       | 凯蒂·派瑞                | 2014年4月21日 | 观众投票晋级                  |
| 10强直播赛     | Hold On, We're Going Home                        | 德雷克 feat. 马吉德·乔丹 | 2014年4月28日 | 观众投票晋级                  |
| 8强直播赛 （） | How to Love                                      | 小韦恩                   | 2014年5月5日  | 观众投票晋级                  |
| 5强直播赛 （） | Hide and Seek                                    | 伊莫珍·希普              | 2014年5月12日 | 观众“Twitter即时拯救”投票晋级 |
| 5强直播赛 （） | Some Nights                                      | 歡樂.樂團                | 2014年5月12日 | 观众“Twitter即时拯救”投票晋级 |
| 直播总决赛     | Wrecking Ball                                    | 麥莉·希拉                | 2014年5月19日 | 第三名                        |
| 直播总决赛     | Somebody That I Used to Know （与亚当·列维合唱） | 高堤耶 feat. 金贝拉      | 2014年5月19日 | 第三名                        |
| 直播总决赛     | Can't Help Falling in Love                       | 埃尔维斯·普雷斯利        | 2014年5月19日 | 第三名                        |

在《美国之声》比赛中，圭密的导师亚当·列维曾表示无论结果如何，都愿意将她签至自己旗下的222唱片；小韦恩也曾向她提出签约自己Young Money Entertainment公司的邀请。最终，圭密在赛后选择与小岛唱片签约。赛后的同年6月，她和《美国之声》之前几季选手共同开始了巡回演出，其中包括第五季冠军陳黛姍、亚军洁琪·李、季军威尔·钱普林、第一季亚军迪亚·弗兰普顿以及第六季选手克里斯汀·梅林（Kristen Merlin）和杰克·巴克（Jake Barker）等人。签约后，圭密开始准备发行第二张录音室专辑，为此开始创作录制新歌。这张专辑按计划将是她签约后发行的首张专辑，首支单曲计划于2014年7月发行，专辑也准备在同年内发行。2014年7月11日，圭密公布了首支单曲名为《Must Be Love》。单曲于7月31日正式发行，但专辑并未在年内面世。

### 2015－2017：《Side A》、遗作
2015年3月4日，圭密宣布小岛唱片已经结束了和自己的合作。她还计划在当年发行一张新专辑。专辑首支单曲《Cliché》于2015年3月16日发行，第二支单曲《Stay With Me》与Diamond Eyes合作完成，于4月27日发行。2015年，圭密参加了iHeartRadio和梅西百货合作的“明日之星”（Rising Star）歌唱比赛，于5月27日获得冠军，获得机会为9月的iHeartRadio音乐节开场表演。7月2日，圭密发行了第三支单曲《Shrug》。同年9月，圭密与保罗·麦卡特尼和瓊·邦·喬飛等其他16位国际艺人合作，共同录制了慈善单曲《Love Song to the Earth》，以唤醒人们对气候变化的认识。2015年，圭密参加了电影《The Matchbreaker》的拍摄，电影预计将于2016年下半年上映。
2016年2月21日，圭密发行了第二张迷你专辑《Side A》，收录了四首歌曲。圭密在接受采访时称计划在《Side A》之后还会推出一张《Side B》，但具体发行日期尚未确定；她还希望能在年内发行第二张录音室全长专辑。同年3月，圭密还在瑞秋·普蕾顿的巡回演唱会中担任嘉宾。
圭密逝世后，她的家人于2017年2月17日发行了她生前录制的单曲《Invisible》，同时以她的名字成立了基金会。圭密生前计划的《Side B》则于4月21日发行。她的家人还计划于6月2日美国全国枪支暴力意识日当天发行她生前计划的全长专辑《All Is Vanity》。

## 演唱风格和音乐影响
圭密认为对自己影响最深的两位艺人是当代基督教音乐歌手史黛西·奥瑞克和流行歌手克里斯蒂娜·阿奎莱拉。她在成长过程中一直听奥瑞克的作品，自己希望“唱腔像她一样”，创作歌曲时也会“有点接近她会演唱的那种风格”；阿奎莱拉则对她的演唱方式影响深远，也是她最喜爱的艺人之一。圭密还仰慕碧昂丝的演唱，也喜欢迴響貝斯风格的电子音乐，以及金属乐队、豹 (乐队)、鐵娘子樂團和工具乐队等艺人的摇滚乐和重金属乐。
2014年在《美国之声》的比赛中，导师亚瑟小子曾把圭密比作“小席琳·迪翁”，另一位导师夏奇拉也赞扬其高音“来自天外”。格雷厄姆·纳什则称赞了她的宽广音域和她对声音的控制。

## 逝世

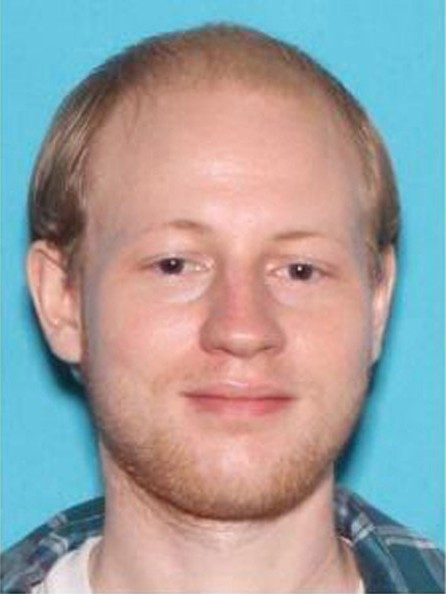
凯文·詹姆斯·莱布尔

2016年6月10日，圭密与Before You Exit乐队共同在美国佛罗里达州奥兰多的The Plaza Live剧场举办演唱会。演唱会结束后的签名会上，圭密遭到27岁的凯文·詹姆斯·莱布尔枪击，一枪击中头部，三枪击中躯干。圭密中枪后随即倒地。枪击后，莱布尔立刻被圭密的哥哥马库斯（Marcus）扑倒在地，避免了可能出现的更大规模枪击。但莱布尔被扑倒后举枪自杀。圭密被送往奥兰多地区医疗中心（Orlando Regional Medical Center）抢救，情况危急，在当晚11:00之前宣告不治身亡。
奥兰多警察局在调查后认为莱布尔是自聖彼德斯堡专程前往奥兰多刺杀圭密，身带两柄手枪、两部额外的弹匣和一把匕首到达演唱会现场。莱布尔此前在其家乡皮尼拉斯縣没有被捕记录，与圭密也没有私交。警方无法证实莱布尔的动机，但发现他对圭密有着“不切实际的痴迷”，曾减肥、素食、做了眼部手术和其他整形，希望能获得圭密的注意。莱布尔也从未向周围的人透露他的刺杀计划。
圭密逝世后，美国娱乐界纷纷表达哀悼。《美国之声》在Twitter上表示“无言以对。我们失去了一个有着惊人声音的美丽灵魂”。并在6月28日推出了纪念圭密的影片，其他《美国之声》参赛选手也表达了悼念。她在节目中的导师亚当·列维和妻子貝哈蒂·普林斯露则表示“彻底心碎”，谴责这一行径是“愚蠢的极端暴行”。列维还主动替圭密家付清了圭密葬礼所需的全部款项。圭密的长期好友赛琳娜·戈麦斯也表示“完全心碎”，在巡演中为她献上纪念表演；她的巡演合作伙伴Before You Exit (樂隊)也表达了悲痛之情。之后在同年的VidCon大会（一项YouTube名人与观众见面的活动）上，观众和主持人也在现场向圭密表达了哀悼。
6月16日，圭密的家人在新泽西州的家乡为她举办了小型的私人葬礼。随后上千歌迷和圭密的生前好友在次日为她举行了公开的纪念活动。

### 影响
圭密的逝世引发了公众对表演场所安保工作的担忧。多名艺人都要求加强演唱会现场的安保，或取消了原定的见面会。枪击发生的剧场The Plaza Live在案发后临时关闭，四天后重新启用，并请求奥兰多警方提供帮助提高剧场的安全。往年主打观众与YouTube名人见面的VidCon大会活动在这一年增加了安保人员和金属探测器，禁止了全部的非正式见面会，并为部分YouTube名人增加了贴身保镖。
这起枪击案之后的12日（兩天後），奥兰多又发生了美国历史伤亡最惨重的一起枪击案，两起案件也增加了人们对枪支暴力问题的争议。6月23日，《公告牌》杂志发表了一封由近200名音乐界知名人士签名的《致国会的公开信：现在停止枪支暴力》（An Open Letter to Congress: Stop Gun Violence Now），呼吁国会通过决议加强对枪支购买者的审核，禁止对恐怖分子嫌疑人售枪。签名者中包括瓊·傑特、Lady Gaga以及圭密的好友赛琳娜·戈麦斯等人。

## 音乐作品

### 录音室专辑
| 专辑      | 发行信息                                          | 榜单最高排名 | 榜单最高排名  | 榜单最高排名    |
| 专辑      | 发行信息                                          | 美国 200强   | 美国 独立专辑 | 比利时 弗兰德斯 |
| --------- | ------------------------------------------------- | ------------ | ------------- | --------------- |
| With Love | - 发行时间：2013年8月6日 - 发行格式：CD、数字下载 | 101          | 20            | 167             |

### 合辑
| 专辑                                                                            | 发行信息                                                            | 榜单最高排名 |
| 专辑                                                                            | 发行信息                                                            | 美           |
| ------------------------------------------------------------------------------- | ------------------------------------------------------------------- | ------------ |
| 《美国之声第六季合辑》 The Complete Season 6 Collection (The Voice Performance) | - 发行时间：2014年5月20日 - 发行厂牌：共和唱片 - 发行格式：数字下载 | 192          |

### 迷你专辑
| 专辑    | 发行信息                                                                  | 榜单最高排名 | 榜单最高排名  |
| 专辑    | 发行信息                                                                  | 美国 200强   | 美国 独立专辑 |
| ------- | ------------------------------------------------------------------------- | ------------ | ------------- |
| Find Me | - 发行时间：2011年6月14日 - 发行格式：CD、数字下载                        | 35           | 6             |
| Side A  | - 发行时间：2016年2月21日 - 发行厂牌：LH7 Management - 发行格式：数字下载 | 171          | 25            |

### 单曲
| "Advice" | 2011 | —  | —  | —  | Find Me                                                  |
| "Liar Liar" | 2011 | —  | 15 | —  | Find Me                                                  |
| "Tell My Mama" | 2013 | —  | —  | —  | With Love                                                |
| "Wrecking Ball (The Voice Performance)" | 2014 | —  | —  | —  | The Complete Season 6 Collection (The Voice Performance) |
| "I Knew You Were Trouble (The Voice Performance)" | 2014 | —  | —  | —  | The Complete Season 6 Collection (The Voice Performance) |
| "Counting Stars (The Voice Performance)" | 2014 | —  | —  | —  | The Complete Season 6 Collection (The Voice Performance) |
| "I Won't Give Up (The Voice Performance)" | 2014 | —  | —  | —  | The Complete Season 6 Collection (The Voice Performance) |
| "Dark Horse (The Voice Performance)" | 2014 | —  | —  | —  | The Complete Season 6 Collection (The Voice Performance) |
| "Hold On, We're Going Home (The Voice Performance)" | 2014 | 74 | 6  | 64 | The Complete Season 6 Collection (The Voice Performance) |
| "How to Love (The Voice Performance)" | 2014 | 79 | 7  | 79 | The Complete Season 6 Collection (The Voice Performance) |
| "Hide and Seek (The Voice Performance)" | 2014 | —  | —  | —  | The Complete Season 6 Collection (The Voice Performance) |
| "Some Nights (The Voice Performance)" | 2014 | —  | —  | —  | The Complete Season 6 Collection (The Voice Performance) |
| "Can't Help Falling in Love (The Voice Performance)" | 2014 | 74 | 4  | 68 | The Complete Season 6 Collection (The Voice Performance) |
| "Somebody That I Used to Know (The Voice Performance)" （圭密和亚当·列维合唱） | 2014 | 66 | —  | 47 | The Complete Season 6 Collection (The Voice Performance) |
| "Must Be Love" | 2014 | —  | —  | —  | 非专辑单曲                                               |
| "Cliché" | 2015 | —  | —  | —  | 非专辑单曲                                               |
| "Stay with Me" （Diamond Eyes与圭密合唱） | 2015 | —  | —  | —  | 非专辑单曲                                               |
| "Shrug" | 2015 | —  | —  | —  | 非专辑单曲                                               |
| "Love Song to the Earth" （保罗·麦卡特尼、瓊·邦·喬飛、雪瑞兒·可洛、菲姬、蔻比·凱蕾、娜塔莎·貝汀菲兒、利昂娜·刘易斯、尚恩·保罗、約翰·瑞茲尼克、克魯威拉樂團、安潔莉克·琪蒂歐、凱爾茜·巴勒里尼、妮可·舒辛格、克里斯蒂娜·圭密、維多利亞·嘉絲蒂与欧琳卡·乔彻) | 2015 | —  | —  | —  | 非专辑单曲                                               |
| "—" 表示单曲在该地区未上榜 |      |    |    |    |                                                          |

### 其他歌曲
| 歌曲                                                               | 年份 | 专辑                                     |
| ------------------------------------------------------------------ | ---- | ---------------------------------------- |
| "What a Girl Is" （德芙·卡梅隆 feat. 克里斯蒂娜·圭密和Baby Kaely） | 2015 | Liv and Maddie: Music from the TV Series |

## 获奖和提名
| 年份 | 奖项                | 提名分类                 | 结果 |
| ---- | ------------------- | ------------------------ | ---- |
| 2011 | 全美音乐奖          | 新媒体荣誉奖（女性）     | 獲獎 |
| 2013 | 迪士尼电台音乐奖    | 最佳网络爆红艺人         | 提名 |
| 2014 | 青少年好莱坞奖      | 网络爆红超级明星         | 提名 |
| 2014 | 青少年选择奖        | 青少年选择网络明星：音乐 | 提名 |
| 2015 | 青少年选择奖        | 青少年选择网络明星：音乐 | 提名 |
| 2015 | iHeartRadio明日新星 | iHeart大赛               | 獲獎 |

## 巡回演唱会
开场嘉宾
- DigiTour — 宾夕法尼亚州兰开斯特站、华盛顿哥伦比亚特区站、纽约州纽约市站（2011）
- 魔法少女席琳娜 — We Own the Night Tour（2011）
- 赛琳娜·戈麦斯 — 星跳巡回演唱会（（2013）
- iHeartRadio音乐节 — 内华达州拉斯维加斯站（2015）
- 瑞秋·普蕾顿 — The Wildfire Tour（2016）
- Before You Exit (樂隊) — All The Lights Tour（2016）

公开巡演
- 美国之声 — 夏季巡回演唱会（2014）
- Before You Exit (樂隊) — 1月－2月英国/欧洲巡回演唱会（2015）